# A–20 Havoc
Az A–20 Havoc (gyártói típusjele DB–7, mely a Douglas Bomber 7 rövidítése) amerikai fejlesztésű és gyártású kétmotoros könnyűbombázó repülőgép, melyet az amerikai Douglas Aircraft Company repülőgépgyártó vállalat fejlesztett ki az amerikai hadsereg egyik pályázati kiírására. A tendert nem nyerte meg az elképzelés, azonban gyártását külföldi – elsősorban francia – igények szerint mégis megkezdték. Ezt követően, a második világháborúban széles körben alkalmazták alacsonytámadó, éjszakai vadász, tengerészeti felderítő és mélységi behatoló feladatkörökben. Másfél és 1,8 tonna közötti bombamennyiséget tudott a célba juttatni, mégis a háború előrehaladtával inkább mint „romboló”-t alkalmazták a csendes-óceáni hadszíntéren: az orrba jelentős mennyiségű csöves fegyverzetet (géppuskákat és gépágyúkat) építettek be, illetve éjszakai bevethetőségét is megvalósították az orrba épített rádiólokátorral, a csöves fegyverzetet pedig a bombatérben helyezték el. A bombázó feladatkörben, ahogy a B–26 Maraudert is, a B–25 Mitchell váltotta fel.
Több ország légiereje rendszerbe állította, mint Franciaország, az Egyesült Királyság, a Szovjetunió, Hollandia, Ausztrália és Dél-Afrika, majd a háborút követően Brazília. A szovjet repülőcsapatok a legyártott mennyiség egyharmadát üzemeltették. A francia légierőben DB–7-ként rendszeresítették, a Brit Nemzetközösség légierőiben Boston néven rendszeresítették, mert az éjszakai vadász és behatoló változatokat Havoc-nak nevezték el. Az ausztrálok a DB–7 összes változatát Boston névvel illették. Az amerikaiak az éjszakaivadász-változatot P–70 néven rendszeresítették (a P mint Pursuit jelentett az 1948 előtti nevezékrendszerben).
Több mint hétezer példányban gyártották le, a legnagyobb példányszámban exportált bombázótípusa lett az USA-nak. Meg nem erősíthetően az első szövetséges repülőgép volt a fotófelderítő F–3A változat, amely leszállt az itacukei repülőtérre (ma Fukuoka) a japán kapituláció után, 1945 augusztusában.
Továbbfejlesztett változatának, az A–26 Invader-nek a fejlesztését már 1940-ben megkezdték, sorozatgyártása 1944-ben indult, és még a vietnámi háborúban is bevetette az amerikai légierő.

## Fejlesztése
A Douglas Aircraft Company egyik tervezőcsapata 1937-ben, Donald Douglas vezetésével egy könnyűbombázó fejlesztésének előkészítését kezdte meg. A csapat tagjai voltak még Jack Northrop és Ed Heinemann tapasztalt fejlesztők. A tervezetet egy pár 450 lóerős Pratt & Whitney R–985 Wasp Junior csillagmotor hajtotta meg. Megközelítően 500 kg bombaterhet tudott volna a levegőbe emelni és terhével 400 km/h sebességgel repülni. Azonban a spanyol polgárháborúban alkalmazott repülőgéptípusok teljesítményeit figyelembe véve megállapították, hogy a Model 7A névre keresztelt repülőgép erősen alulmotorizált, így elvetették.
Ugyanezen év őszén az USAAC kiírta saját fejlesztési követelményeit egy új támadó repülőgéppel kapcsolatban. A Douglas csapata, immár Heinemann vezetésével, elkészítette a Model 7A Pratt & Whitney R–1830 Twin Wasp-pal szerelt változatát és a Model 7B nevet adták neki. A fejlesztési kiírásra benyújtott pályamunka olyanokkal versenyzett, mint a North American NA–40, a Stearman X–100 és a Martin 167F. A repülési tesztek bizonyították 1938-ban, hogy a Model 7B jól manőverezhető lett és gyors, de mégsem nyerte el a pályázati kiírók tetszését.
Ettől függetlenül azonban elnyerte a Francia Beszerzési Ügynökségét (French Purchasing Commission), akik akkor tettek látogatást az Egyesült Államokban, hiszen az 1937–1938-as „müncheni krízis” idején égetően szükségessé vált a francia repülőcsapatok modernizálása. Képviselőik diszkréten részt vettek a repülési próbákon is. Bár az USAAC, ami a hazai repülőgépek fejlesztését ellenőrizte, kívül maradt a franciák és a Gyártási Hivatal (Production Division), valamint a Haditengerészet Légügyi Hivatala (Navy's Bureau of Aeronautics) között zajló tárgyalásoktól, azonban mégis, a Fehér Ház által utasítva az USAAC 1939. január 19-én vizsgálatot rendelt el a DB–7 ellentmondásos szereplésével kapcsolatban. A „titok” végül a sajtó által napvilágra került január 23-án, amikor a prototípus összetört egy egymotoros repülési kísérlet során. Pár hónappal később, április 11-én az NA–40B is lezuhant, mely miatt a Hadsereg a Douglast kérte fel a prototípus továbbfejlesztésére és azt hadrendbe állítva az A–20 típusjelet kapta. Bár mindkét versenytípus összetört, a franciák továbbra is fenntartották érdeklődésüket a Douglas gépe iránt és egy 100 darabos megrendelést adtak le rá, melyet a háború kitörése után 270 darabra növeltek. A belgák 16 darabos rendelést adtak le légierejük részére.

Az európai háborús fegyverkezési verseny miatti időhiány vezetett oda, hogy az USAAC 1939 márciusában kiírt pályázatán, mely az előző évek tapasztalataiból kiindulva, 1100 kg-os fegyverterhelést, 1900 km-es hatósugarat és 480 km/h-s sebességet írt elő, a benevezett NAA-s NA–62 jelű pályamunkát szeptemberben – Lengyelország német és szovjet lerohanása során – gyártásba rendelték (amely az NA–40B továbbfejlesztése), a Martin „rajzasztalon létező” 179. modelljével együtt. Előbbi a B–25 Mitchell, utóbbi a B–26 Marauder lett.
Habár nem volt a kategória leggyorsabb és legnagyobb hatósugarú típusa, mégis a Douglas DB–7 méltán vívta ki üzemeltetői elismeréseit, üzembiztos harci repülőgéppé vált kiváló gyorsulásával és manőverező képességével. A RAF Boscombe Downban működő brit Repülőgép- és fegyverzet-kísérleti testület (Aeroplane and Armament Experimental Establishment, AAEE) egyik jelentése szerint a berepülőpilóták kiemelték kezes fel- és leszállási tulajdonságait, vezethetősége korszerű és fejlett tervezésnek köszönhető, kimagaslóan jól repülhető és manőverezhető. Volt pilótái is megerősítették vadászrepülőgépekhez hasonló agilitását. A Douglas által fejlesztett bombázó repülőgép könnyen adaptálható lett a második világháború összes hadszínterére és kiváló repülési jellemzőinek köszönhetően „pilótakedvenc” repülőgéppé vált.
A DB–7 típussorozat gyártása 1944. szeptember 20-án ért véget, a Douglasnál legyártott 7098. géppel. Az összmennyiség így, mivel ez idő alatt a Boeing is legyártott 380 darabot, 7478 darab lett. A Douglas újratervezte Santa Monica-i gyárát, hogy jobban gépesítse a termelősort, mely szerelősor akkoriban több mint 1,5 km hosszú volt. Az új termelési struktúrával az új, 200 m hosszú épületben a munkaórákat 50%-kal tudták csökkenteni némely termelési ütemben, mellyel a végszerelést meg tudták háromszorozni.
A kezdeti fejlesztéseket az utasszállító iparágban is hasznosították, hiszen az A–20-ból alakították ki a DC–5 utasszállító repülőgépet, melyből polgári célra összesen 12 darab készült. Négyet a KLM vett át és a távol-keleti személy- és teherszállítást látták el 1941 második felétől 1942 tavaszáig. Java evakuálásában is részt vettek a gépek, majd a megmaradt három holland gépet Ausztráliában C–110 típusjelzéssel hadrendbe állította az amerikai hadsereg, valamint R3D jelzéssel a haditengerészet is vásárolt 7 darabot (3 db R3D–1-et és 4 db R3D–2-t). Főként a USMC-nél láttak el szállítási feladatokat. A termelést a Dauntless fontossága miatt leállították.

## Harci alkalmazása
Mivel a Douglas DB–7-je iránt az amerikai hadsereg kevés érdeklődést mutatott (a hadba lépésig), szemben a francia és brit delegációkkal, így első rendszeresítője a francia légierő lett. Az amerikai hadüzenet előtt azonban több ország is rendszeresítette és be is vetette a tengelyhatalmakkal szemben. A francia repülőcsapatok mellett a brit légierő és a szovjet légierő is rendszeresítette, majd a száműzetésben működő holland légierő is igényelt több tucatot a távol keleti japán fenyegetés miatt. Ezt követően Ausztrália is rendszeresítette, majd az amerikai hadba lépést követően nagyobb ütemben került gyártásra és szélesebb körben alkalmazásra is.

### Franciaország
A DB–7-ként hadrendbe állított változat francia szabványok szerint lett kialakítva, úgymint egyenként 1000 LE-s Pratt & Whitney R–1830–SC3–G csillagmotorok, francia csöves fedélzeti fegyverzet és metrikus műszerek a pilótafülkében. A megrendelt mennyiség teljesítésének felénél a motorokat 1100 LE-s Pratt & Whitney R–1830–S3C4–G-kre cserélték. A francia hadrendi jele DB–7 B–3 lett (a B–3 a háromszemélyes bombázó rövidítése volt).
A gépeket gyártási szekciókban Casablanca kikötőjébe hajózták, majd helyben végszerelték őket. Ezt követően a francia és a francia észak-afrikai légierők állították szolgálatba. A franciaországi hadjárat kitörésekor, 1940. május 10-én, 64 darab repülőgépet északra vezényeltek, ahol a támadó németek ellen vetették be őket. Ezek közü a Compiègne-i fegyverszünet előtt a repülőképes példányokat visszarepülték délre, Észak-Afrikába. Itt a Vichy-kormányzat felügyelete alá kerültek és két évvel később, a szövetséges partraszállás idején bevetették őket a koalícióval szemben. Az átállást követően ezek a gépek kiképzési feladatokat láttak el, majd a személyzetet B–26 Marauderekre képezték át és elsővonalbeli alakulatokká váltak ismét. A szabad francia I/120 Lorraine alakulat RAF parancsnokság alatt, 1943-ban angliai támaszponton ismét átfegyverzésre került, immár Boston IIIA-kra, majd később Boston IV-ekre. Részeseivé váltak a Második harcászati légierőnek (Second Tactical Air Force) és számos behatoló-romboló bevetést teljesítettek európai célpontok ellen.

1945 elején kevés megmaradt DB–7 áttelepült francia területekre, ahol a megmaradt német ellenállási területek felszámolásában vettek részt a nyugati partoknál.

### Brit Nemzetközösség

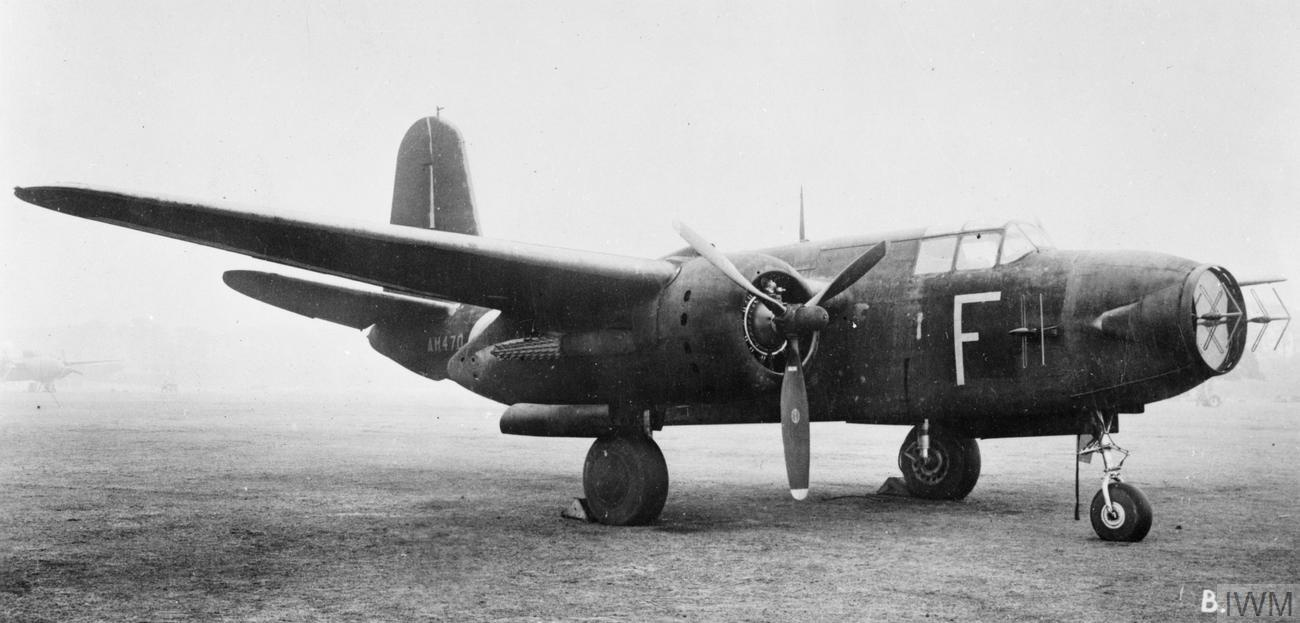
A No. 1459 (Fighter) Flight század egyik Havoc II Turbinlites gépe (sorozatszáma: AH470) a lincolnshire-i Hibaldstow reptéren

A brit RAF kötelékébe sorolt Boston változatok egy részéből 1942-ben az orrba Turbinlite típusú fényszórót építettek be, amely korlátozottan alkalmassá tette a repülőgépet éjszakai elfogóvadász-bevetésekre. A fényszóró 2,7 millió kandela fényerőt biztosított, az ehhez szükséges akkumulátorokat a bombakamrába építették be. Egyéb fegyverzete a repülőgépnek nem volt, ezért az éjszakai bevetéseket kombináltan Hurricane-ekkel együtt hajtották végre. Ezek alkalmazása nem váltotta be a reményeket, ezért fedélzeti rádiólokátorokat kezdtek el alkalmazni és továbbfejleszteni a típuson, 1942 nyár elején leálltak a fényszórók fejlesztésével. Körülbelül 31 darab Havoc I Turbinlites és további 39 darab Havoc II Turbinlites lett kiépítve és alkalmazva.

Összesen 10 RAF század alkalmazott ilyen repülőgépeket: No. 1451 (Fighter) Flight RAF, No. 1452 (Fighter) Flight RAF, No. 1453 (Fighter) Flight RAF, No. 1454 (Fighter) Flight RAF, No. 1455 (Fighter) Flight RAF, No. 1456 (Fighter) Flight RAF, No. 1457 (Fighter) Flight RAF, No. 1458 (Fighter) Flight RAF, No. 1459 (Fighter) Flight RAF, No. 1460 (Fighter) Flight RAF.

### Szovjetunió
A kölcsönbérleti törvény (Lend-Lease Act) nevében a Szovjetunió a legyártott A-20B variáns kétharmadához, valamint számos G és H variánshoz jutott hozzá. Az A-20 volt a Szovjetunió legnagyobb számban alkalmazott külföldi gyártású bombázó repülője, sőt mi több, a Szovjet Légierő több darabot alkalmazott a típusból, mint az Amerikai Egyesült Államok Légiereje (USAAF).
A típus 1942-ben esett át a tűzkeresztségen. A szovjetek nem voltak megelégedve az amerikai .30 kaliberű Browning géppuskákkal (600 lövés/perc), ezért lecserélték őket ugyanezen kaliberű szovjet SKASz típusú géppuskákra (1800 lövés/perc). 1942 nyarán a Bostont alacsony magasságú (olykor 10 méter magasságban) csapásmérésekre használták a komoly légvédelemmel rendelkező német konvojok ellen. Ezen támadások nagy veszteségekkel jártak.
1943-ra közkedvelt géppé vált a szovjetek között. Gyors és jól manőverezhető volt, valamint az orrkerekes futóműelrendezés könnyebb fel- és leszállást biztosított, mint a farokcsúszós elrendezés. A motor megbízható volt, azonban hidegre érzékeny, ezért speciális borítást terveztek hozzá, ami megvédte a fagytól. 
Néhány gépet felszereltek nehézgépágyúkkal, ezeket földi célpontok elleni csapásmérésre használták több-kevesebb sikerrel.
A háború végére 3414 darab A-20 állt rendelkezésére a Szovjetuniónak, amiből 2771 darabot a Szovjet Légierő alkalmazott.

### Hollandia
1941 októberében a száműzetésben lévő holland kormány 48 darab DB-7C repülőgépet rendelt Holland Kelet-Indiában való alkalmazásra. A szállítást 1942 májusára tervezték, de némi nehézségek miatt az amerikai kormány abban állapodott meg, hogy 32 darab DB-7B Boston III repülőgépet előzetesen átirányít Hollandia Kelet-Indiába.
Az első 6 darabot 1942 februárjában szállították hajóval. Csak egy repülőgépet állítottak össze időben, hogy részt vegyen az akcióban. A japánok elfogták a szállítmány hátralévő repülőgépeit, és legalább egyet megjavítottak, amely(ek)et később a Japán Birodalmi Hadsereg tesztelés alá vont. 

### Ausztrália
Ausztrália A28 lajstromjelzéssel állította szolgálatba. 
A Kelet-Indiába szállítandó következő 22 darab DB-7B-t az Ausztrál Királyi Légierőhöz lett átirányítva. A No. 22 RAAF századdal szolgáltak és 1942 szeptemberétől Kelet-Indiában harcoltak. Az ausztrál Bostonok részt vettek a Bismarck-tengeri csatában és japán konvojok elleni támadásokban Lae felé.
1943 szeptemberétől további A-20A/C/G repülőgép érkezett az Egyesült Államokból. Ezután 1944 novemberében a No. 22 századot a Fülöp-szigetekre tervezték áthelyezni.
Egy morótai japán rajtaütés során 13 Boston esett a földön áldozatul. A századot visszavonták Noemfoorba, ahol újból Beaufighterekkel szerelték fel, mielőtt újra fellépett volna. A túlélő Bostonokat szállításra, postai kézbesítésre és kommunikációs célokra használták fel.

### USA
A típusátképzést az Army Air Forces School of Applied Tactics (AAFSAT) kezdte meg 1942-ben, amelyet egy évvel később Army Air Forces Tactical Center-re neveztek át. Az A–20 és P–70 változatokat a 481st Night Fighter Operational Training Group üzemeltette 1942 júliusától, egészen 1944. január 1-ig, az orlandói légitámaszponton. Az osztályba hét éjszakaivadász századot tagoltak be: 348th, 349th, 420th, 423d, 425th, 426th, 427th. 1943. január 1-jétől a Kissimmee Army Airfield-re települtek át Orlandóból, majd 1943 szeptemberében a P–70-et a többcélúbb Northrop P–61 Black Widow-ra szerelték át. Az USA első és addig egyetlen éjszakaivadász-bevetésekre felkészített típusa a P–70 változat volt, amelyre az elsőkét század, a 414th Night Fighter Squadron és a 415th Night Fighter Squadron érte el a műveleti készültségi fokozatot. Ezt követően a tízenkettedik légierő (12AF) állományába helyezték át őket és májustól vegyesen brit gyártású Beaufighterekkel repültek Észak-Afrikában. Üzemeltette még a 416th Night Fighter Squadron és a 417th Night Fighter Squadron is, azonban a Britanniába történő áttelepülés után már radaros Beuafighterekkel szerelték fel mindkét századot, mert a P–70-et nem tartották alkalmasnak az európai hadszíntéri éjszakai bevetésekre.
Az európai hadszíntéren a 15th Bombardment Squadron lett az első amerikai USAAC alakulat, a nyolcadik légierő (8AF) kötelékébe sorolva, amely bombázó bevetést hajtott végre a kontinensen, 1942. július 4-én. Ekkor már mint 1st Pursuit Squadron (Night Fighter) alakulatnévre lettek átnevezve és A–20 Havoc-okat üzemeltettek.

## Fordítás
- Ez a szócikk részben vagy egészben  a   Douglas A-20 Havoc című angol Wikipédia-szócikk ezen változatának fordításán alapul.  Az eredeti cikk szerkesztőit annak laptörténete sorolja fel. Ez a jelzés csupán a megfogalmazás eredetét és a szerzői jogokat jelzi, nem szolgál a cikkben szereplő információk forrásmegjelöléseként.